# Hofwiesen (Unterbreizbach)
Hofwiesen is een kleine nederzetting in de Duitse gemeente Unterbreizbach in  Thüringen. De gemeente maakt deel uit van het Wartburgkreis.  Hofwiesen wordt voor het eerst genoemd in een oorkonde uit 1239. In 1975 werd de plaats samengevoegd met Sünna, dat zelf in 1996 opging in Unterbreizbach.